# سردبیر
سردبیر در حوزهٔ نشر و روزنامه‌نگاری به شخصی گفته می‌شود که بر عملکرد سایر نویسندگان و ویرایش‌گران در روزنامه یا مجله نظارت داشته و مسئولیت تمام محتوای علمی نشریه را بر عهده دارد. در مجله‌های علمی ـ پژوهشی سردبیر فردی است که تصمیم نهایی در مورد پذیرش یا رد مقالات ارسالی به مجله بر عهدهٔ اوست. در این‌گونه مجلات، سردبیر بر اساس نظرات داوران که از طریق کمک سردبیران جمع‌بندی می‌شود، تصمیم‌گیری می‌کند.

## شرح وظایف بارز سردبیران
- نگارش سرمقاله و برخی از مطالب و مقاله‌ها
- نظارت و تصمیم‌گیری دربارهٔ چگونگی چیدمان مطالب در صفحه‌ها
- تصحیح متون از نظر املا و دستور
- تصمیم‌گیری دربارهٔ اضافه‌شدن یا حذف مطالب از نشریه
- نظارت و مدیریت ویرایش‌گران
- تعیین دبیران بخش‌ها یا سرویس‌های مختلف نشریه[۱]
- ارتکاب جرایم عمدی موضوع ماده 25 قانون مجازات اسلامی می تواند فرد را بر اساس بند ج ماده 26 قانون مجازات اسلامی 1392 از اشتغال به شغل سردبیری رسانه محروم نماید.